# Statue-menhir de Tavera
La statue-menhir de Tavera est une statue-menhir appartenant au groupe corse découverte à Tavera, dans le département de la Corse-du-Sud en France.

## Historique
Elle a été découverte en 1961, lors d'une prospection dans la vallée de la Gravona, à demi-enterrée, face contre terre, sur les contreforts du col de Tagliafarro. Elle a été redressée à proximité de son lieu de découverte. La statue est classée au titre des monuments historiques par arrêté  du 21 décembre 2011.

## Description
La statue mesure 2,42 m de hauteur, pour une largeur de 0,34 m à la base et 0,44 m aux épaules. Elle fut découverte en très bon état. Selon Roger Grosjean, la statue-menhir est l'« une des plus belles et des plus harmonieuses de Corse » et elle a conservé des traces de son façonnage. C'est une statue anthropomorphe bien proportionnée, sculptée en ronde-bosse sur un monolithe de section rectangulaire en granite à grain fin dont un gisement a été identifié à environ 5 km de distance. Le fût est lisse, aux angles arrondis. Le front légèrement bombé. Le bloc nez-sourcil est en relief, les yeux en creux sont rapprochés et la bouche fermée est figurée par une gravure au centre. Les oreilles sont saillantes. Le menton semble disproportionné mais cela pourrait correspondre à une représentation de la barbe. Le cou est souligné d'un arc de cercle interprété comme un collier. La tête est recouverte de cheveux ou d'une résille. Au dos, la colonne vertébrale, en creux, et les omoplates, en relief, sont visibles.
Roger Grosjean a fouillé le site et y a découvert un petit mobilier lithique, céramique et métallique : fragments de lames en silex et quartz, pointe de flèche en silex, éclats d’obsidienne, fragment de bronze, tessons d'une céramique bien cuite mais assez grossière. A environ 50 m au sud, il a reconnu trois grandes dalles dans un muret en pierres qui pourraient correspondre à d'anciennes dalles d'un dolmen.